# Thúy Loan
Thuý Loan (chữ Hán giản thể: 翠峦区, âm Hán Việt: Thúy Loan khu) là một quận thuộc địa cấp thị Y Xuân, tỉnh Hắc Long Giang, Cộng hòa Nhân dân Trung Hoa. Quận Thúy Loan có diện tích 1560 km², dân số 50.000 người. Mã số bưu chính của Thúy Loan là 153013. Quận được chia thành các đơn vị hành chính gồm 4 nhai đạo biện sự xứ: Hướng Dương, Thự Quang, Tây Sơn, Đông Thăng.